# 動画配信型才能発掘バラエティー にんきもんラジオ
『にんきもんラジオ』は、琉球放送（RBCiラジオ）で2018年 4月7日から放送中のバラエティー番組である。放送時間は、毎週金曜日 23:00 - 24:00（JST）。放送開始当初のタイトルは『動画配信型才能発掘バラエティー にんきもんラジオ』（どうがはいしんがたさいのうはっくつバラエティー にんきもんラジオ）だった。

## 概要
2017年12月に開催された合同学園祭「にんきもん」のイベントから派生して誕生した番組。
スポーツ、音楽、お笑い、芸術、料理などジャンル問わず、にんきもんになりたい人を応援していく
。
中高校生をターゲットにしており、番組開始当初は番組のメッセージはSNSからのみ受け付けていた。その後、メールでの募集も受け付けるようになっている。
生放送時代はYouTubeにてライブストリーム配信もおこなっていた。
2018年10月からは、木曜23:00に先週分の内容を再放送していた。ただし、本放送は2時間30分であるため、一部内容をカットし、ノンスポンサーの短縮版に編集していた。2019年3月までは2時間だったが、4月からTBSラジオ制作の『ハライチのターン!』を深夜0:00からネットするため、1時間に短縮後、(再放送の1時間化後は、基本的に15時台を再放送)6月末で再放送は打ち切られた。
2020年4月の改編で、開始時間を14:00に繰り上げた。同時に、放送時間も30分短縮し16:00終了となった。
2022年3月12日放送分で、4月の改編で毎週金曜日の23時から1時間に短縮・移動するとともに、収録放送に切り換えることを発表した。ちなみに、曜日移動の改編初日は4月1日から開始。同時に「にんきもんラジオ」にタイトルを改名となった。

## 出演者
メインパーソナリティー
山城皆人、凸凹トラベリングFECオフィス所属
仲宗根真愛、Ni-Na、照屋健太郎

現役高校生アシスタント
- 初代アシスタント＝松川桐子・3年生（2018年4月〜6月）、新川みゆ・3年生（2018年4月〜6月）
- ２代目アシスタント＝仲宗根真愛・2年生（2018年7月〜）、佐久川偉音・2年生（2018年7月〜）
- 3代目アシスタント=八木梨々愛・3年生（2020年4月〜）、勝連悠之介・3年生（2020年4月〜）
- 4代目アシスタント=蛯沢志音（2021年4月〜2022年3月）

現役高校生レポーター
- 初代レポーター＝佐久川偉音・2年生（2018年4月〜6月）
- 2代目レポーター＝町田瑛美・3年生（2018年8月〜2019年3月）
- 3代目レポーター=蛯沢志音・2年生（2020年4月〜2021年3月）

## コーナー
あのひと応援団
「先輩にエールを送りたい」、「片想いの相手に告白したい」など応援したい人、応援されたい人の背中を押すコーナー。
このほか、曲のリクエストも募集している。
また収録番組移行後、過去に番組終盤には沖縄県内の地元大手学習塾・予備校尚学院と番組のタイアップで、過去の高校・大学入試問題が一問出された。メールによる解答で投稿を募っており、正解者には抽選で番組ノベルティグッズが送られたが、現在は終了している。